# Maria Beine-Hager
Maria Beine-Hager (* 1919 in Augsburg; † 1991 in Ansbach) war eine deutsche Künstlerin. 
Ihre Kunstwerke wurden unter anderem in Paris, den Vereinigten Staaten, Australien und dem Bundesparlament Bonn ausgestellt. 1945 wurde sie, nachdem ihr Mann im Zweiten Weltkrieg gefallen war, in Ansbach sesshaft. 1966 erwarb sie ein Anwesen im Weihenzeller Ortsteil Beutellohe, in dem sie von da an bis zu ihrem Tod lebte.
Sie gestaltete unter anderem ein Fresko des Heiligen Mauritius für die gleichnamige Kirche in Warzfelden. Auch war sie für das künstlerische Konzept der Kapelle des Roncallistifts in Erlangen verantwortlich.
Maria Beine-Hager wurde mit dem Kulturpreis der Stadt Ansbach ausgezeichnet. 2003 wurde in Weihenzell der neu gebaute Maria-Beine-Hager-Weg nach ihr benannt.